# Ракушки

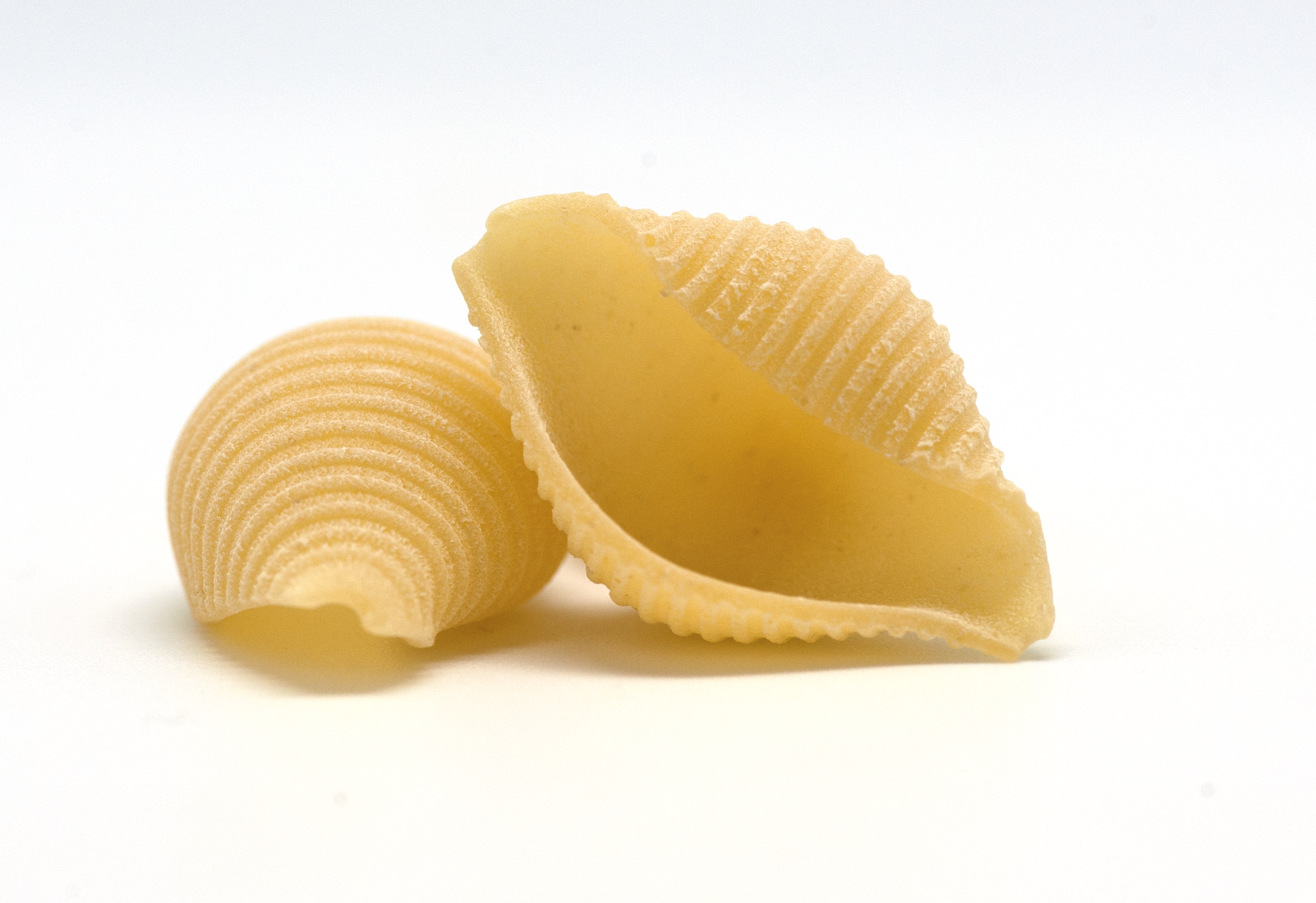
Ребристые ракушки

Ракушки (итал. conchiglie, конкилье) — вид фигурных макаронных изделий.
Обычно изготавливаются из твердых сортов пшеницы, иногда окрашиваются натуральными пигментами, такими как экстракт томатов, чернила каракатицы или экстракт шпината. Характерная форма макарон этого типа позволяет соусу легко их обволакивать. В Италии существует несколько вариантов ракушек. Небольшие по размеру ракушки называются конкильетте (conchigliette), большие — конкильони (conchiglioni). Большие ракушки могут фаршироваться различными начинками.
Как и в случае других видов макаронных изделий, поверхность ракушек может быть гладкой (lisce) или ребристой (rigate); во втором случае соус лучше задерживается на ракушке.
Ракушки используются для приготовления многих блюд. Например, в Кампании большие ракушки готовят вместе с рагу, рикоттой и шпинатом, моцареллой, помидорами и базиликом. Стандартные и маленькие ракушки могут использоваться в качестве суповой засыпки.